# Natalia Wróbel
Natalia Wróbel (ur. 9 sierpnia 2003) – polska piłkarka grająca na pozycji pomocniczki w szkockim klubie Glasgow City oraz reprezentacji Polski. Wychowanka AZS UJ Kraków.

## Kariera klubowa
Zanim rozpoczęła treningi w kobiecym klubie, trenowała z młodzikami Cracovii. Swoją karierę rozpoczęła w AZS UJ Kraków. Następnie została wypożyczona do Respektu Myślenice, z którym awansowała do I ligi. Po powrocie z wypożyczenia, szybko stała się zawodniczką pierwszego składu AZS-u, a zarazem jedną z najmłodszych piłkarek w historii Ekstraligi.
W roku 2022 podpisała kontrakt z duńskim Brøndby IF. Premierową bramkę dla nowego klubu zdobyła w 2. kolejce, w meczu przeciwko Sundby BK. Grając w Danii, została opisana jako „jedna z najbardziej utalentowanych piłkarek młodego pokolenia” w Polsce.
12 lipca 2024 podpisała trzyletni kontrakt ze szkockim klubem Glasgow City.

## Kariera reprezentacyjna
Reprezentowała Polskę na arenie międzynarodowej na poziomie juniorskim i młodzieżowym. W seniorskiej reprezentacji zadebiutowała 25 listopada 2021, w meczu przeciwko reprezentacji Kosowa.